# باشگاه فوتبال جومو کاسموس
جومو کاسموس (انگلیسی: Jomo Cosmos) باشگاه فوتبالی در آفریقای جنوبی است که در سال ۱۹۸۳ در ژوهانسبورگ بنانهاده شده است. مالکیت و هدایت فنی این تیم با جومو سونو، اسطوره فوتبال آفریقای جنوبی می‌باشد.
این تیم در مجموع ۶ عنوان قهرمانی داخلی در سطوح مختلف و جام‌های حذفی دارد. بهترین رتبه این تیم در لیگ برتر فوتبال آفریقای جنوبی با قرار گرفتن در رتبهٔ چهارم جدول در فصول ۰۱–۲۰۰۰ و ۰۲–۲۰۰۱ به دست آمده است.